# Гаріванша
«Гаріванша», або «Гаріваншапурана» («Переказ про рід Гарі») — один з важливих текстів санскритської літератури, який грає значну роль в релігійній традиції вайшнавізму. Складається з 16 375 шлок в розмірі ануштубх. Текст також відомий як «Гарівамша-пурана» і вважається додатковою, 19-ю книгою «Магабгарати». У «Бгаратабхавадіпе», — найбільш відомому коментарі до «Магабгарати», написаному Нілакантхою, — автор також коментує «Гаріванша».
Традиція приписує авторство тексту ведійському мудрецю В'яса, який також вважається автором «Махабхарати» і упорядником Вед і Пуран. На думку більшості вчених, текст «Гаріванша» відноситься до періоду I або II століття.